# بوی گل‌های وحشی
بوی گل‌های وحشی یک سریال در ۱۳ قسمت ۵۰ دقیقه‌ای است، به کارگردانی حسینعلی لیالستانی که در سال ۱۳۸۵ از شبکه ۲ سیما پخش گردید.